# 5291 Yuuko
5291 Yuuko (1990 YT) là một tiểu hành tinh vành đai chính được phát hiện ngày 20 tháng 12 năm 1990 bởi Masanori Matsuyama và Watanabe ở Kushiro.